# Brandenburg-Berlinisches Wörterbuch
Das Brandenburg-Berlinische Wörterbuch (BBW) ist eines der großlandschaftlichen Wörterbücher des Deutschen und erfasst die Dialekte von Berlin und Brandenburg.

## Charakteristik
Das BBW ist ein wissenschaftlich basiertes Beschreibungswörterbuch.
Besondere Probleme bei der Bearbeitung des Wörterbuchmaterials ergaben sich vor allem daraus, dass das Arbeitsgebiet sowohl ostniederdeutsche als auch ostmitteldeutsche Dialekte umfasst. Das bedingt rein formal einen doppelten Stichwortansatz dort, wo ein Lemma sowohl in hochdeutscher als auch in niederdeutscher Lautung vorliegt. Hierbei gilt die hochdeutsche Form in Versalien als Ordnungslemma, eine am Mittelmärkischen orientierte Mundartform als mundartliche Leitform.
Problematischer wirkte sich auf das sowohl niederdeutsche als auch hochdeutsche Mundarten beschreibende BBW die Tatsache aus, dass im Arbeitsgebiet seit der zweiten Hälfte des 19. Jahrhunderts der Einfluss des hochdeutschen Berlinisch zu einem zunehmenden Verfall der niederdeutschen Dialekte des Mittelmärkischen führte. Diese Probleme schlagen sich vor allem in dem Material nieder, das in den Jahren 1950 bis 1959 durch Fragebogenerhebungen gewonnen wurde: Im Nordmärkischen zeigt sich hier im Allgemeinen noch recht deutlich die mundartlich-niederdeutsche Grundschicht, wogegen sie sich im Mittelmärkischen oft nur noch fragmentarisch andeutet.

## Geschichte

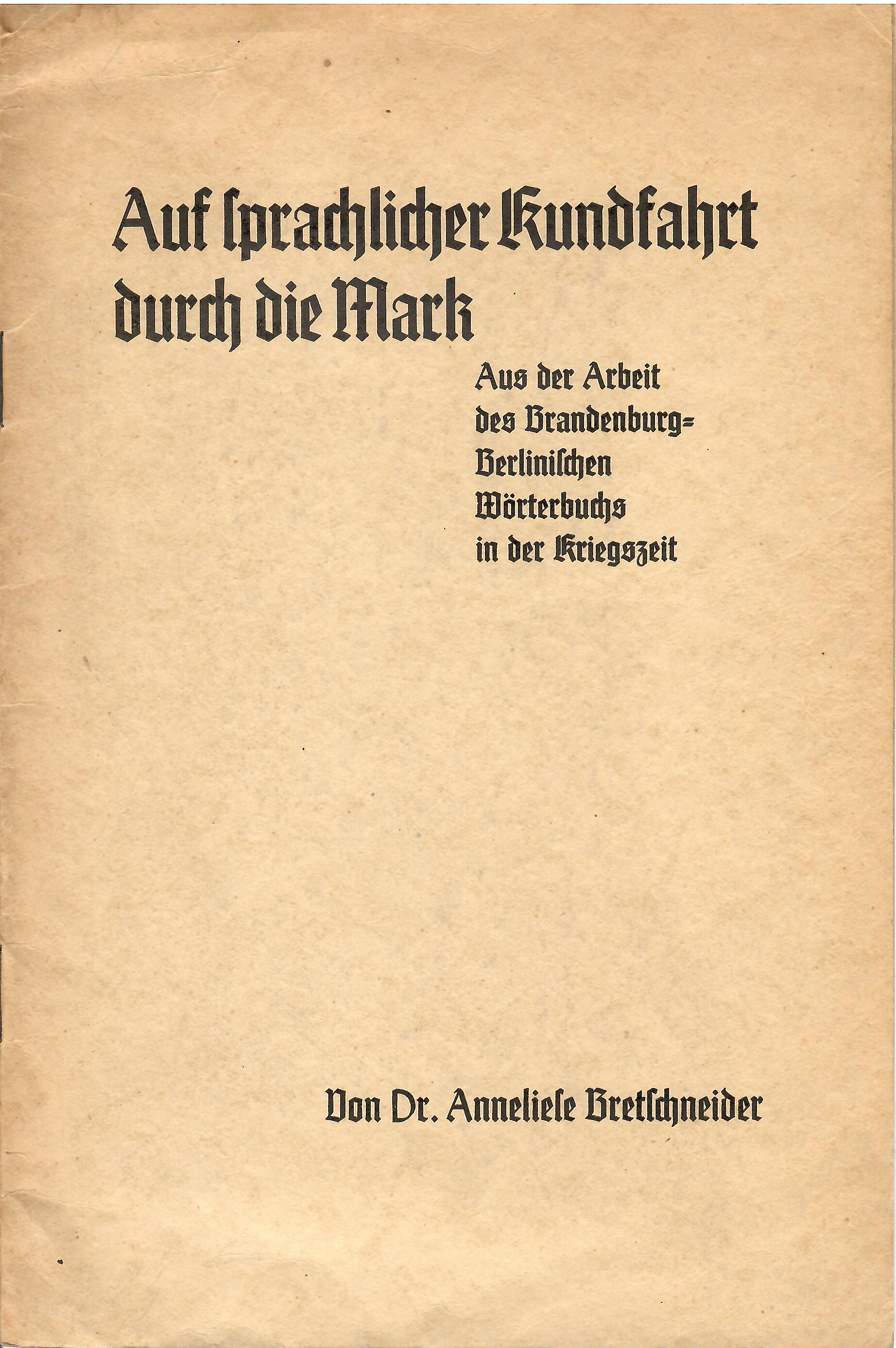
Veröffentlichung von Anneliese Bretschneider über die Wörterbucharbeit während des Zweiten Weltkrieges (1942)

Erste umfangreiche Sammlungen für ein Brandenburgisches Wörterbuch tätigte Hermann Teuchert, der 1910 mit dem Aufbau eines Wörterbucharchivs begann. Nach dessen 1920 erfolgter Berufung nach Rostock, wo Teuchert den Auftrag hatte, ein mecklenburgisches Wörterbuch zu erarbeiten, kamen die Arbeiten für das geplante Brandenburgische Wörterbuch vorerst zum Erliegen.
1939 erhielt Anneliese Bretschneider den Auftrag, eine neue Sammlung in Angriff zu nehmen. Sie bezog auch das Berlinische ein, womit das Projekt den Namen Brandenburg-Berlinisches Wörterbuch erhielt. Nach Ende des Zweiten Weltkriegs wurde das Projekt in der DDR weitergeführt und 1950 an der damaligen Brandenburgischen Landeshochschule, Vorgängerin der Pädagogischen Hochschule Potsdam, eine Arbeitsstelle eingerichtet, in der Bretschneider eine Wörterbuchkanzlei mit mehreren Mitarbeitern einrichten konnte. 1952 wurde das Projekt ein Unternehmen des Instituts für deutsche Sprache und Literatur an der Deutschen Akademie der Wissenschaften zu Berlin. Die Leitung der Arbeitsstelle lag zuerst bei Ernst Hadermann und nach dessen Wegzug 1956 bei Anneliese Bretschneider, die 1959 in den Ruhestand trat. Zu ihrem Nachfolger wurde im gleichen Jahr der Mecklenburger Gerhard Ising berufen, ein Schüler Hermann Teucherts und zehn Jahre am Deutschen Wörterbuch beteiligter Autor.
Ising legte 1965 einen Probedruck vor, der als Grundlage für die Wörterbuchpublikation diente. 1968 erschien die erste Lieferung des Werks. 1968 begann an der Deutschen Akademie der Wissenschaften zu Berlin allerdings die sogenannte Akademiereform, deren Ziel es war, wissenschaftspolitische Grundsätze der SED an der Akademie und am damaligen Institut für deutsche Sprache und Literatur durchzusetzen. Die Dialektwörterbücher gerieten dabei von Anfang an in das Visier der Politik, und man stellte in Bezug auf diese Unternehmungen fest, dass sie „für die sozialistische Gesellschaft irrelevante Fragestellungen der bürgerlichen Wissenschaften des 19. Jahrhunderts aufarbeiten“. Die Tatsache, dass vergleichbare Wörterbücher aber in der damaligen Bundesrepublik, in der Schweiz und in Österreich bearbeitet wurden, führte schließlich dazu, dass diejenigen Dialektwörterbücher, die bereits publiziert wurden, weitergeführt werden sollten. 1971 wurden sie zu Unternehmen der Sächsischen Akademie der Wissenschaften zu Leipzig. Zu diesem Zeitpunkt waren vom BBW fünf Lieferungen des 1. Bandes publiziert. Unter der Obhut der Sächsischen Akademie der Wissenschaften zu Leipzig konnte in den folgenden Jahren die Publikation kontinuierlich fortgesetzt werden. Nach Gerhard Isings frühem Tod 1971 wurde die Leitung der Arbeitsstelle Joachim Wiese übertragen, der das Werk mit dem 2001 erschienenen vierten Band zu Ende führte.
Das Brandenburg-Berlinische Spracharchiv an der Universität Potsdam, aktuell (2022) geleitet von Ulrike Demske, verfügt über das vollständige Rohmaterial, das zur Erstellung des Brandenburg-Berlinischen Wörterbuchs zwischen 1950 und 1970 erhoben und ausgewertet wurde, darunter Tonaufnahmen, ausgefüllte Fragebögen und daraus entstandene Zettelarchive.

## Materialbasis
- 1 Zettelarchiv mit ca. 800.000 Zetteln
- 1 Zettelarchiv als Register für das Fragebogenmaterial mit ca. 40.000 Zetteln.

## Publikation
Publikationsbeginn: 1968
- Band 1 (A – E): 1976
- Band 2 (F – K): 1985
- Band 3 (I – Schutzmann): 1994
- Band 4 (Schwabbel – Z): 2001